# Yläinen-Sappio
Yläinen-Sappio är en sjö i kommunen Etseri i landskapet Södra Österbotten i Finland. Arean är 34 hektar och strandlinjen är 6,18 kilometer lång. Sjön  ingår i Kumo älvs huvudavrinningsområde.   Den ligger omkring 62 kilometer öster om Seinäjoki och omkring 280 kilometer norr om Helsingfors. 